# مقبرة TT81

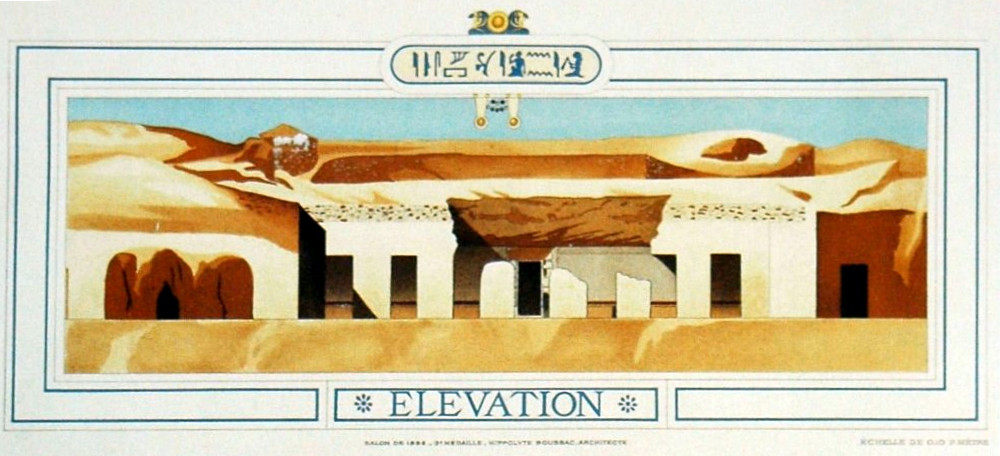
إعادة تشكيل المقبرة TT81. قام به الباحث "بوساك" في عام 1896.

مقبرة تي تي 81 أو مقبرة إنيني هي مقبر أحد الموظفين الكبار في عهد قدماء المصريين في غرب طيبة (غرب مدينة الأقصر اليوم) على الضفة الغربية من النيل. شغل «إنيني» منصب عمدة طيبة
خلال أسرة مصرية حادية عشر.
شغل «ينيني» منصبي عمدة طيبة وأمير شونة أمون خلال حكم أمنمحات الأول ثم تحتمس الأول. وبنى لنفسه ولعائلته تلك المقبرة بالقرب من وادي الملوك.
| i | A2 | n · n | i |

| i | A2 | n · n | i |

## تاريخ بناء المقبرة
نظرا للتشابه الكبير بين تصميم المقبرة ونمط المقابر خلال أسرة مصرية حادية عشر اعتقد الباحثون في البدء أن المقبرة تي تي 81 بنيت خلال أسرة مصرية ثامنة عشر على النمط القديم. ولكن باحث الآثار الألماني «إبرهارد دزيوبيك» بزيادة البحث والتنقيب توصل إلى أن المقبرة قد بدأ بناؤها خلال عهد الأسرة الحادية عشر ولم تكتمل، فأخذها «إنيني» عمدة طيبة الذي كان في عهد الاسرة الثامنة عشر واكملها، واتخذها لنفسه ولعائلته.
“

## تصميمها

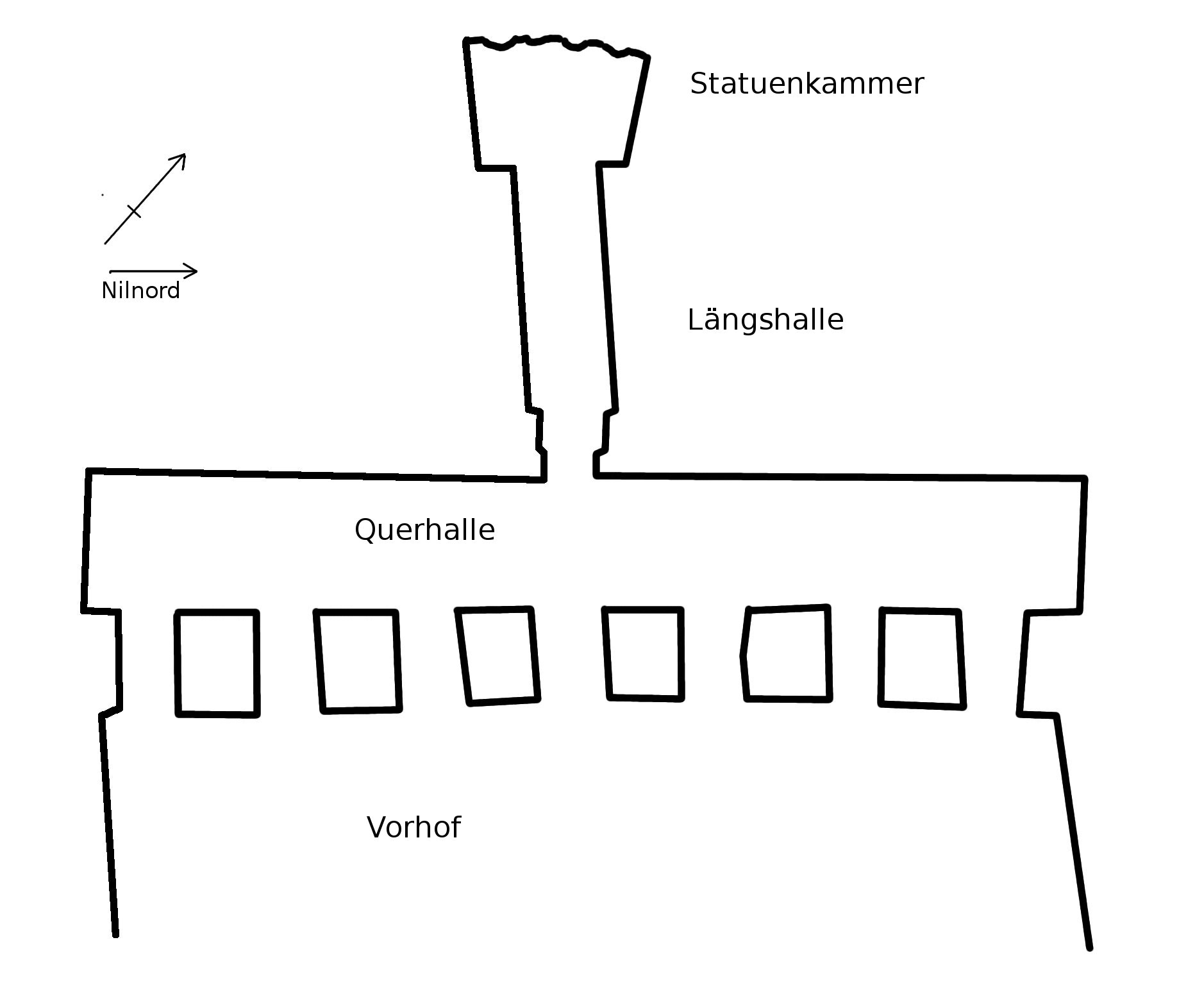
تصميم المقبرة TT81 ، بهو المدخل (أسفل).

حفر البهو الأمامي أفقيا في الجبل حيث تشكل الواجهة من 8 أعمدة مستطيلة المقطع. يتلوها ممر عرضي مائل طوله 20 متر وعرضه 6و2 متر. في وسط هذا الممر حفر مدخل يؤدي إلى عتبة تحتية وممر قصير إلى باب حجرة، في الجدار الخلفي للحجرة يوجد بئر محفور. واما الحجرة المستطيلة فيوجد بها غرفة تماثيل من ناحية الغرب، ووجد فيها أربعة تماثيل أكبر من الحجم الطبيعي، أحدهم للعمدة إنيني جالسا. الثلاثة تماثيل الأخرى أيضا أكبر من الحجم الطبيعي وفي وضع الجلوس ويبين أحدهم زوجته، وأما التمثالين الآخرين فهما لأبيه وأمه.

## رسومات وزينة
رسمت على الجدار الغربي للبهو العرضي مشاهد من حياة عائلة إنيني وبعض الرسومات تبين مهنات مختلفة.
رسومات الحائك ملونة وتبين العمدة «ينيني» يقوم بتفتيش واردات حاصة جاءت لمعبد أمون (بالكرنك) وفي حضوره. وعلى الحائط الشمالي والحائط الجنوبي فتوجد بهما لوحات من الحجر منقوش عليها السيرة الذاتية لإنيني.
وأما في الممر الداخلي فقد نقشت على جدرانها مشاهد جنائزية. وفي الحجرة الموجود بها التماثيل فمنقوش عليها نصوص تمجد إنيني وتدعو له في الآخرة بقبول الآلهة. تمثل الأربعة تماثيل الموجودة في الحجرة «إنيني» وزوجته ووالديه.

رسومات حوائط المقبرة تي تي 81
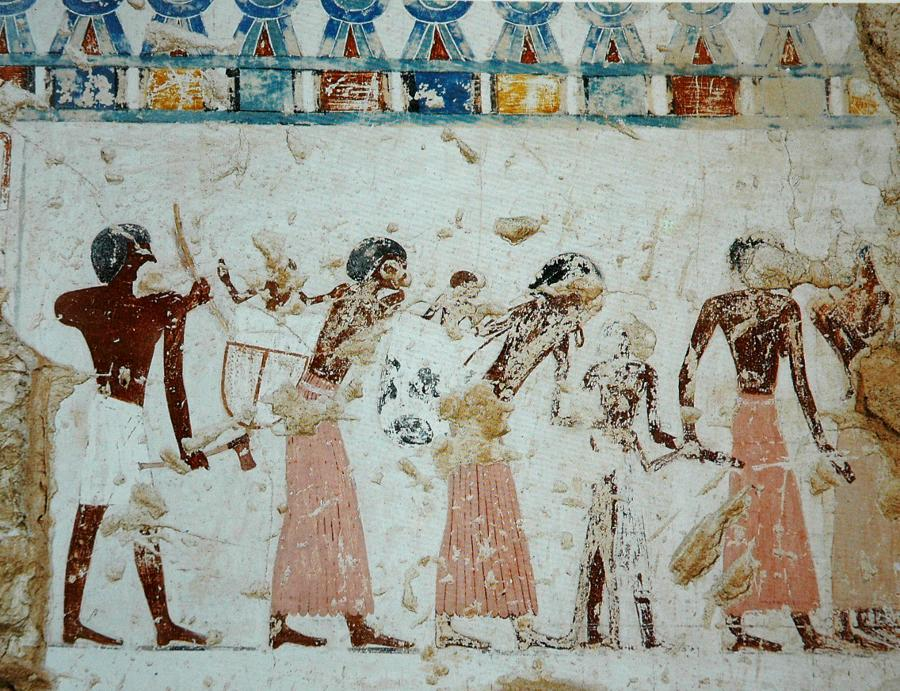
نساء نوبيات
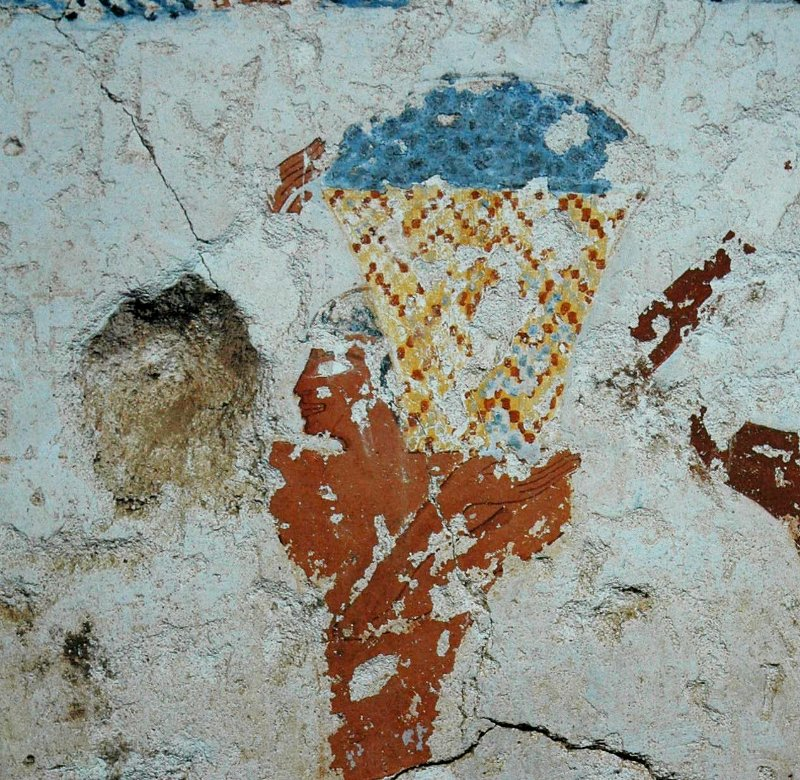
صناعة النبيذ
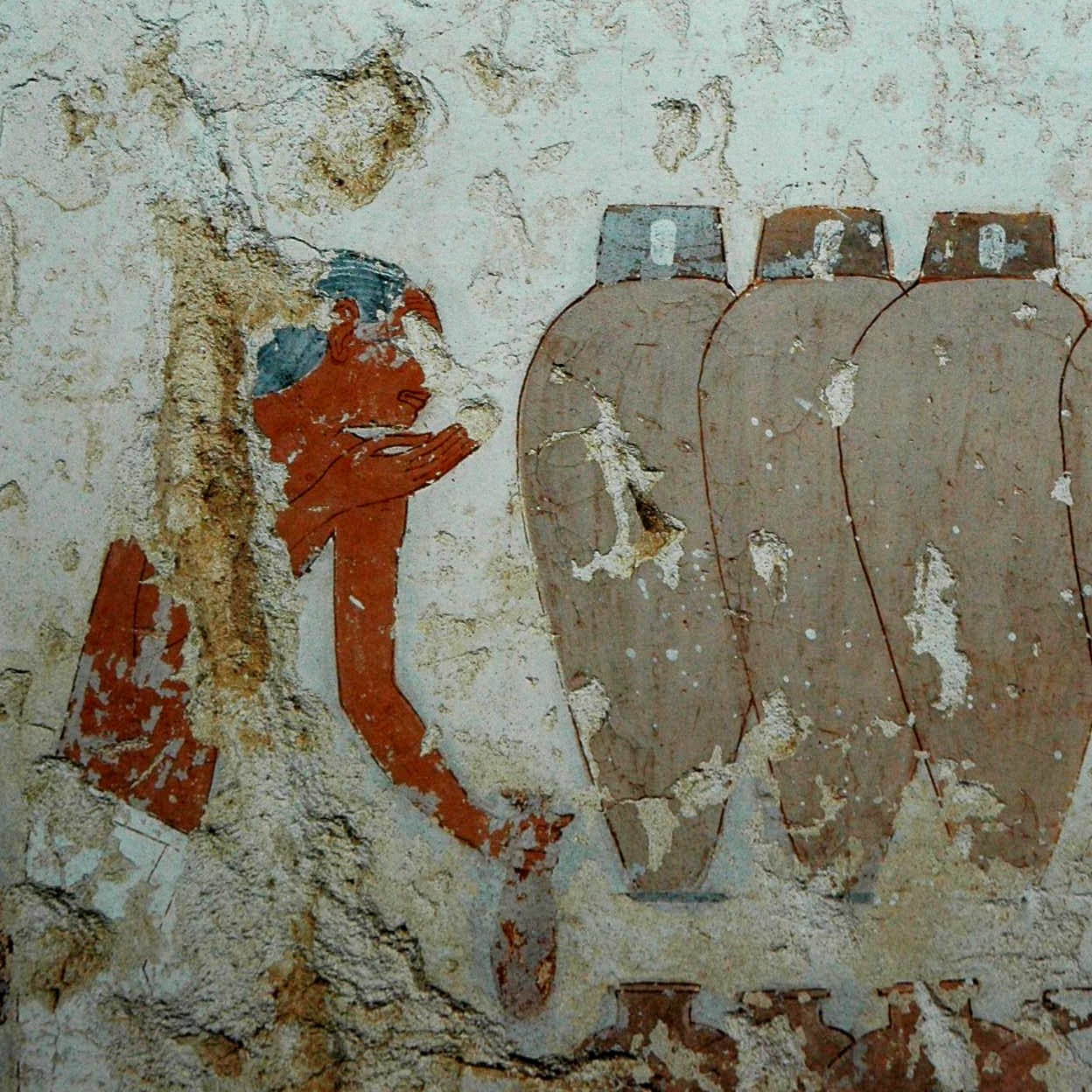
صناعة النبيذ
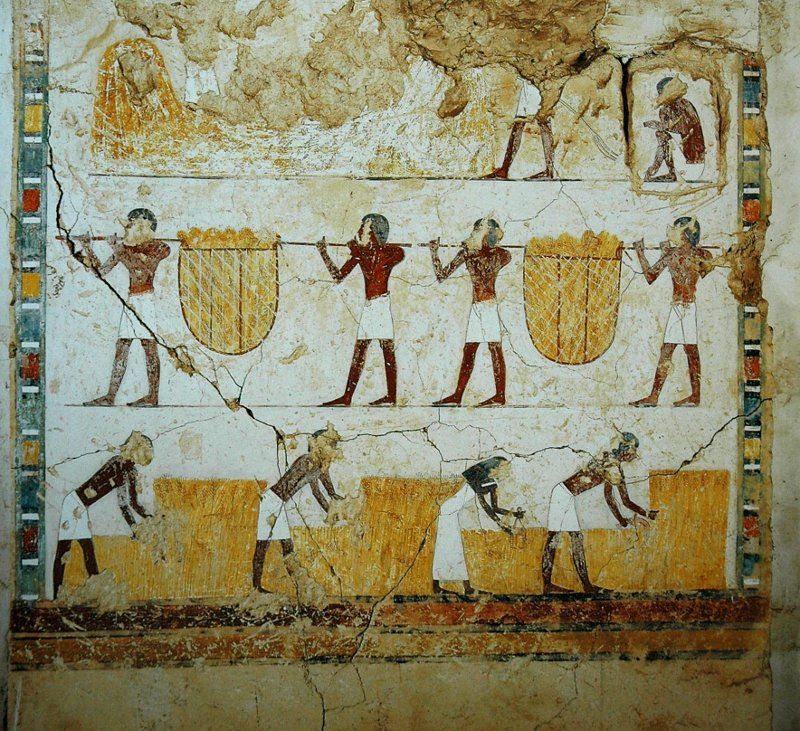
جني المحاصيل
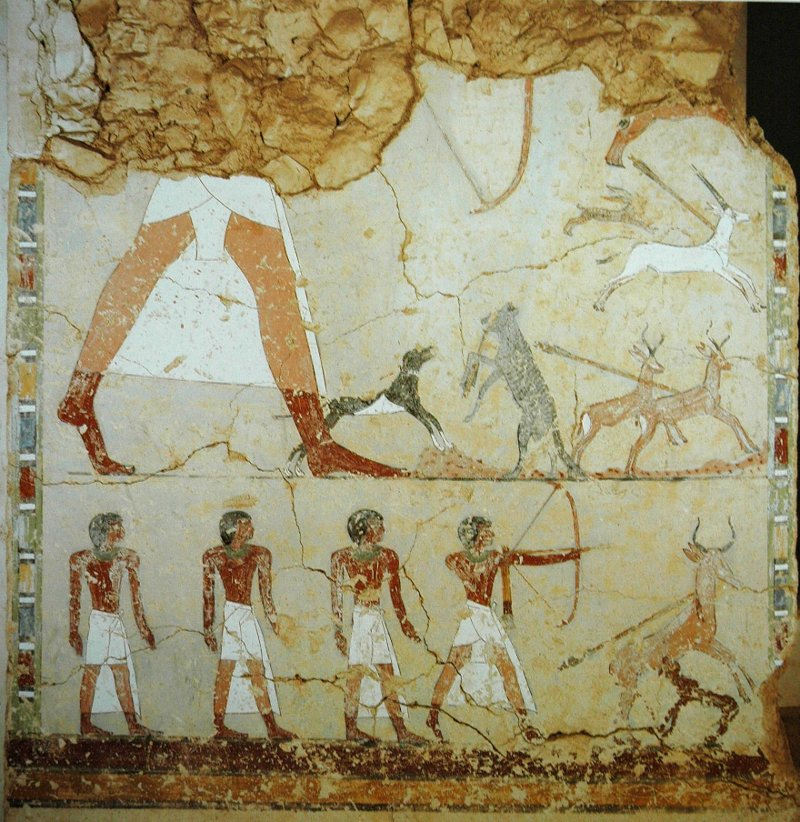
الصسد في الصحراء

## السيرة الذاتية لإنيني
بدأ التساسل الوظيغفي لإنيني في عهد أمنمحات الأول واستمر في وظيفته كعمدة لطيبة خلال فترة حكم تحتمس الأول. وخلال فترة تحتمس الأول تقلد في نفس الوقت منصب أمير شونتي أمون، حيث أصبح مسؤولا أيضا عن تموين كهنة معبد آمون.
وبصفته عمدة طيبة فقد كان رئيسا ل عمدة غرب طيبة ومتكفل بالإشراف على أعمال تشييد وحراسة القبور في وادي الملوك على الضفة الغربية من النيل. وبعد وفاة تحتمس الأول انسحب إنيني من منصبه كعمدة طيبة وأصبح مستشارا للملك في القصر.

## اقرأ أيضا
- وظائف مصر القديمة
- عمدة طيبة
- تياتي
- أمير شونة أمون
- كاهن-وعب
- سنفر